# CP-138
Antigua denominación de la carretera que une los municipios cordobeses de Villanueva de Córdoba y Torrecampo, en el norte de la provincia de Córdoba. 
La actual denominación de la carretera es CO-6102.